# Дворец в Лясоцине
Дворец в Лясоцине — дворец в городе Лясоцин, Любуское воеводство, Новосольский повят, гмина Кожухув.

## Архитектура
Имеет прямоугольный план, с короткими боковыми крыльями от фронта. Барочный фасад по стилю напоминает решения, примененные в дворце Лобковицов в Жагани. В центральной оси фасада находится вход, обрамленный декоративным порталом, который в верхней части переходит в балкон, окруженный кирпичным, ажурным крыльцом. Над дверью располагается герб семьи фон Глобен (von Globen). Над балконом находится оконный проем и часы.

## История
Дворец в 1679—1689 годах построил Ян Рудольф фон Ландскрон (Jan Rudolf von Landskron). Следующими владельцами усадьбы были фон Глобены. Это подтверждает документ 1713 года, в котором сказано, что граф фон Глобен из Лясоцина купил у Готтлоба фон Унруха (Gottlob von Unruh) часть Борова. Семья фон Глобенов сделала первую перестройку дворца. Вероятно, тогда и возник портал в стиле барокко с гербом семьи, владеющей дворцом. Следующим владельцем в 1763 году стал Левин Август фон Дингельштедт (Lewin August von Dingelstedt), который умер, не оставив наследника, и имение унаследовал его племянник, полковник фон Лештен-Дингельштедт (Lehsten-Dingelstedt). В середине XIX века была возведена башню в стиле неоготики с часами. Еще одним владельцем с 1870 года был Франтишек Эбрхардт (Franciszek Ebhardt). В 1910 году владельцем был Максимилиан фон Притвиц. Его сын Ян Хеннинг (Jan Henning) покинул Лясоцин в 1944 году. Они приняли решение об очередной реконструкции дворца, в частности, была разрушена башня, а над входом помещена вставка с часами. После Второй мировой войны в поместье находилось Государственное сельское хозяйство, а после их ликвидации в конце XX века объект перешел в частные руки и был реставрирован.

## Галерея
- Дворец в 2001 году